# Jogbuda
Jogbuda (nep. जोगबुडा) – gaun wikas samiti w zachodniej części Nepalu w strefie Mahakali w dystrykcie Dadeldhura. Według nepalskiego spisu powszechnego z 2001 roku liczył on 2946 gospodarstw domowych i 18810 mieszkańców (9439 kobiet i 9371 mężczyzn).